# Guarnição Militar de Boden
A Guarnição Militar de Boden  (em sueco  Bodens garnison  ) é uma organização guarda-chuva das unidades militares das Forças Armadas da Suécia estacionadas na cidade de  Boden .

Compreende o Regimento de Norrbotten (I 19)  e o Regimento de Artilharia de Boden (A 8).

## Cooperação com aNATO
Pelo acordo de cooperação reforçada no domínio da defesa, assinado pela Suécia e pelos Estados Unidos, foi regulada a utilização das instalações da Guarnição Militar de Boden pelas forças armadas americanas.	
  